# Luís Teixeira

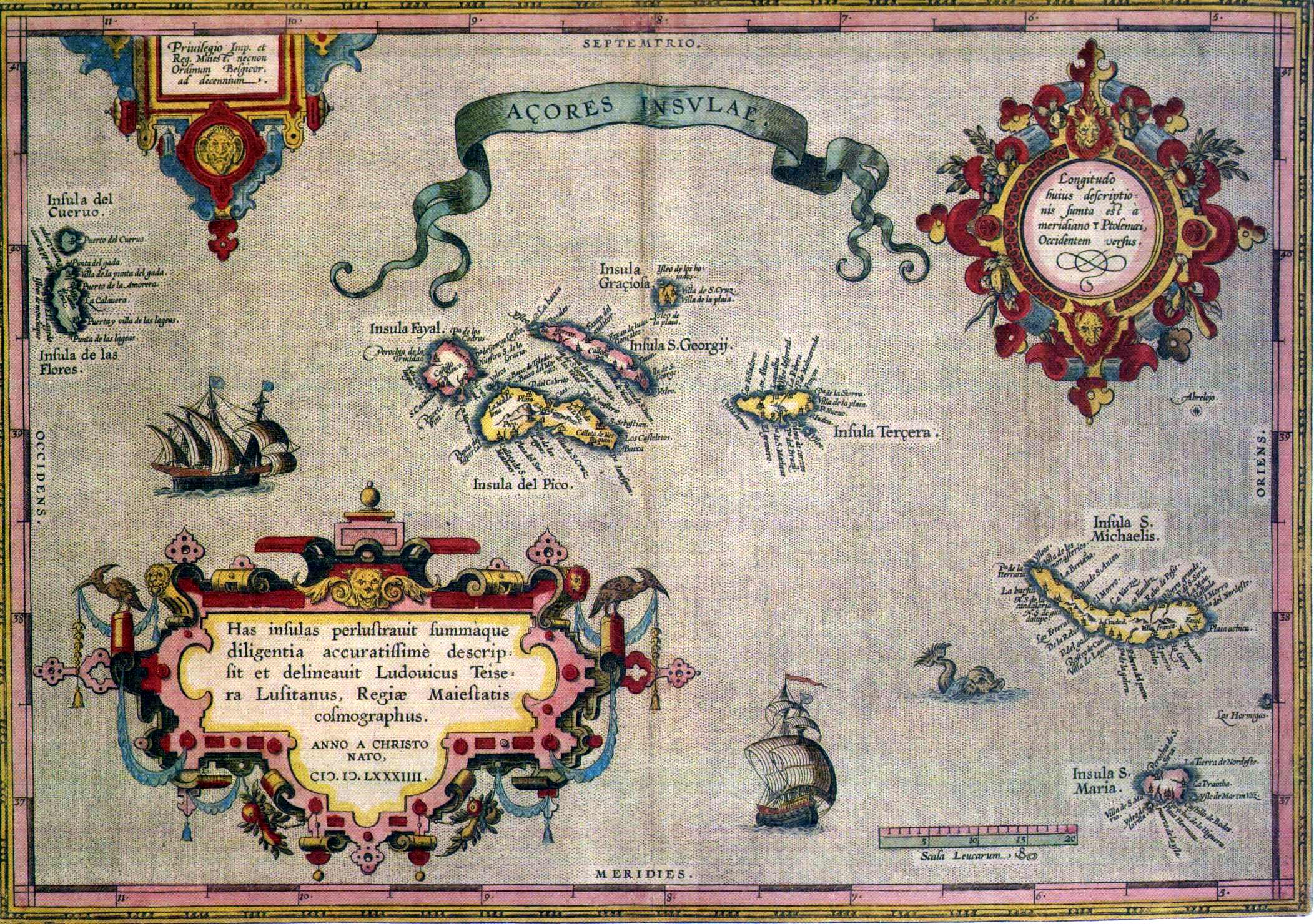
Açores Isulae. Luís Teixeira e Abraham Ortelius, 1584

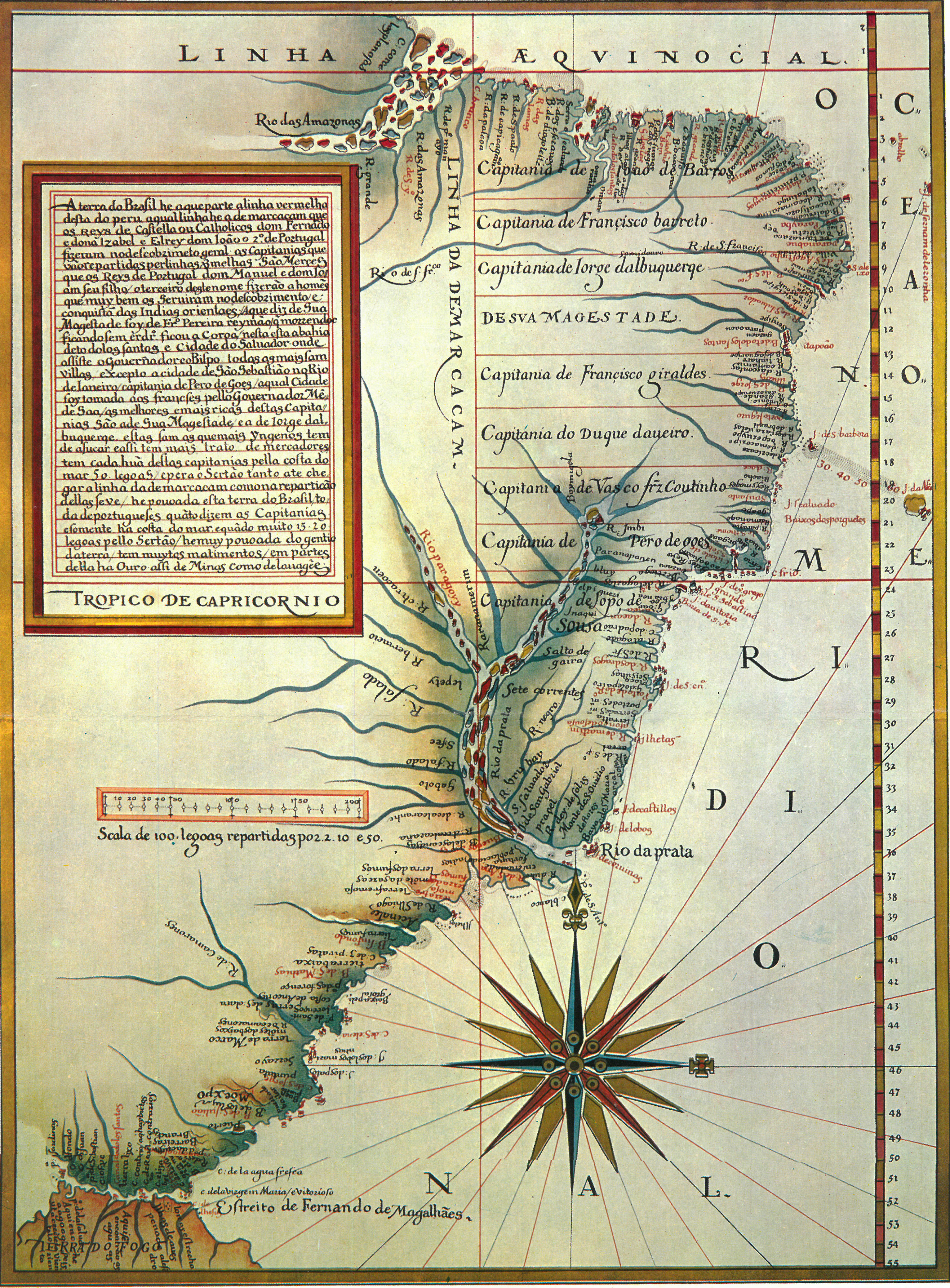
Brasil: Capitanias hereditárias. Luís Teixeira. Roteiro de todos os sinais…, c. 1586. Lisboa, Biblioteca da Ajuda

Luís Teixeira (século XVI) foi um cartógrafo português. Colaborou com Abraham Ortelius no Theatrum Orbis Terrarum. Pertenceu a uma destacada família de cartógrafos cuja actividade se estende desde meados do século XVI até ao fim do século XVIII, incluindo o seu pai Pero Fernandes, o irmão Domingos Teixeira, seus filhos João Teixeira Albernaz, o Velho e Pedro Teixeira Albernaz, entre outros.
Terá sido o primeiro a utilizar linhas isogónicas.

## Biografia
Filho do cartógrafo Pero Fernandes, após ser examinado pelo cosmógrafo-mor Pedro Nunes obteve a licença para fazer cartas e instrumentos náuticos em 1596 e exerceu o cargo de cosmógrafo do Reino de Portugal. Foi pai de João Teixeira Albernaz, o velho e de Pedro Teixeira Albernaz, também cartógrafos.
São conhecidos 15 mapas de sua autoria. Luís Teixeira foi pioneiro na cartografia dos Açores e em 1575 esteve no Brasil. Manteve contactos intensos com cartógrafos neerlandeses como Jodocus Hondius e Abraham Ortelius, com quem contactou desde 1582. Ortelius era desde 1675 geógrafo de Filipe II de Espanha. Durante a Dinastia Filipina (1580-1640) trabalharam em conjunto, sendo o seu primeiro trabalho o mapa da ilha Terceira, nos Açores.
Numa carta datada de 2 de fevereiro de 1592 Teixeira enviou a Ortelius duas peças com as descrições da China e Japão. O mapa do Japão e da Coréia foi utilizado no atlas Theatrum Orbis Terrarum de 1595. A fonte de Luís Teixeira seria possivelmente o trabalho de jesuítas, embora não existam provas. Baseado nesses dados Ortelius produziu o mapa da Coreia como uma ilha e do Japão, a que chamou Iaponiae insulae Descriptio. Foi o primeiro mapa em separado do Japão, e utilizado pelos europeus como o mapa padrão do Japão até 1655, ao mapa de Martino Martini.

## Obras
- 1573–1578 — "Roteiro de todos os sinais, conhecimentos, fundos, baixos, alturas, e derrotas que há na costa do Brasil desde o cabo de Santo Agostinho até ao estreito de Fernão de Magalhães", actualmente na Biblioteca Nacional da Ajuda, em Lisboa. Da obra faz parte o mapa "Capitanias hereditárias" (1574). Nesta carta, encontram-se representadas as capitanias hereditárias com os nomes dos seus respectivos donatários, a saber (do norte para o sul): capitania do Rio Grande, capitania de Itamaracá, capitania de Pernambuco, capitania da Bahia, capitania de Ilhéus, capitania de Porto Seguro, capitania do Espírito Santo, capitania de Paraíba do Sul, capitania de São Vicente. A linha do Tratado de Tordesilhas encontra-se deslocada dez graus para oeste, o que alguns autores acreditam seja proposital.
- 1584 — Mapa "Açores Insulae", cuja legenda, em latim - "Has insulas perlustrauit summaque diligentia accuratissima descripsit et delinauit Luduvicus Teisera Lusitanus Regiae Maiestatis Cosmographus. Anno a Christo Nato, CIC.IC LXXXIIII" - pode ser interpretada como: "Estas ilhas foram percorridas com a maior diligência, e com todo o cuidado as descreveu o português Luís Teixeira, cosmógrafo da Majestade Real. Ano do nascimento de Cristo de 1584". Declara que a longitude se centra no meridiano de Toledo. Com as dimensões de 44 x 50cm é o 14.º mapa do "Theatrum Orbis Terrarum" de Abraham Ortelius, impresso em Antuérpia por Christophe Platin. Este mesmo mapa faz parte do "Atlas Universal de Blaeu", impresso em Amesterdão em 1667 (em francês) e em 1672 (em castelhano).
- 1597 — "Theatrum Mundi", com João Baptista Lavanha. Esta carta, reproduzida na obra "Portugaliae Monumenta Cartographica" (1960), encontra-se actualmente na Biblioteca Real de Turim. Ilustra, particularmente, a dificuldade, à época, em representar a curvatura da Terra em um planisfério.
- c. 1600 — "América Austral", actualmente na Biblioteca Nacional de Florença. Em pergaminho iluminado, com as dimensões de 82 x 98 centímetros, representa o continente americano em toda a sua extensão, desde a Groenlândia até ao estreito de Magalhães. O centro de interesse é a costa atlântica, embora a costa do Pacífico também figure, na altura da América Meridional. Inclui ainda a costa ocidental da África e da Europa.